# Mezen' (fiume)
Il Mezen' è un fiume della Russia europea settentrionale, tributario del mar Bianco. Scorre nell'Udorskij rajon della Repubblica dei Comi e nei rajon Lešukonskij e Mezenskij dell'Oblast' di Arcangelo.
Proviene dalle paludi alle pendici sud-occidentali dei bassi rilievi dei monti Timani, con direzione inizialmente sud-occidentale; piega poi decisamente assumendo direzione nord-occidentale, scorrendo attraverso i bassopiani paludosi della regione costiera del mar Bianco, dove sfocia in prossimità di una piccola insenatura alla quale dà il nome (golfo del Mezen', Mezenskaja guba). I principali affluenti sono la Vaška, l'Us, la Pyssa, la Bol'šaja Loptjuga e la Jirva dalla sinistra idrografica, la Mezenskaja Pižma, la Sula, la Kyma e la Pëza da destra.
Il Mezen' è navigabile per circa 200 km a monte della foce (fino alla confluenza dell'affluente Vaška), che salgono a quasi 681 (fino all'insediamento di Makar-Ib) nella stagione tardo primaverile, che vede i massimi valori annui di portata d'acqua (si possono raggiungere valori intorno ai 9.500 m³/s, a fronte della media annua di 886).
L'intero bacino del fiume è poco popolato per ragioni climatiche: i principali insediamenti incontrati sono la cittadina omonima, nei pressi della foce, e Usogorsk nell'alto corso.